# Voodoocult
Voodoocult fue un supergrupo de groove metal formado en 1993 por Phillip Boa, cantante de la banda Phillip Boa & The Voodooclub. El proyecto fue especialmente notorio por la reputación de los músicos que lo conformaron, entre los que se encontraban Chuck Schuldiner (de Death), el baterista Dave Lombardo de Slayer y Mille Petrozza de la banda alemana Kreator. El grupo lanzó dos álbumes, disolviéndose en 1996.

## Discografía

### Estudio
- Jesus Killing Machine (1994)
- Voodoocult (1995)

### Sencillos
- "Killer Patrol" (1994)
- "Metallized Kids" (1994)
- "When You Live as a Boy" (1995)

## Músicos

### Alineación original
- Phillip Boa - voz
- Chuck Schuldiner - guitarra
- Mille Petrozza - guitarra
- Waldemar Sorychta - guitarra
- Dave "Taif" Ball - bajo
- Dave Lombardo - batería

### Última alineación
- Phillip Boa - voz
- "Big" Jim Martin - guitarra
- Gabby Abularach - guitarra
- Dave "Taif" Ball - bajo
- Markus Freiwald - batería